# Malibu (Anderson .Paak)
Malibu è il secondo album in studio del cantante statunitense Anderson .Paak, pubblicato nel 2016 e prodotto da Steel Wool, OBE, Art Club ed Empire. Sulle produzioni si alternano diversi beatmaker, tra gli altri anche 9th Wonder, DJ Khalil e Madlib. L'album è supportato da quattro singoli, ha ricevuto larghi consensi venendo universalmente elogiato dalla critica ed entrando nelle classifiche di fine anno di diversi critici musicali: secondo The Independent è il secondo album dell'anno. Inoltre ha ricevuto una candidatura ai Grammy come miglior album urban contemporary. Ottiene un punteggio pari a 85/100 su Metacritic, basato su 18 recensioni.
| Recensione           | Giudizio |
| -------------------- | -------- |
| AllMusic             | [ 1 ]    |
| Robert Christgau     | A-       |
| RapReviews           | [ 5 ]    |
| Entertainment Weekly | B+       |
| Spin                 | [ 5 ]    |
| PopMatters           | [ 5 ]    |
| Pitchfork            | [ 5 ]    |
| HipHopDX             | [ 5 ]    |
| Los Angeles Times    | [ 5 ]    |
| Q                    | [ 5 ]    |
| Exclaim!             | [ 5 ]    |
| The Guardian         | [ 5 ]    |

## Tracce
1. The Bird – 3:37
2. Heart Don't Stand a Chance – 5:12
3. The Waters (feat. BJ the Chicago Kid) – 2:54
4. The Season / Carry Me – 5:28
5. Put Me Thru – 2:40
6. Am I Wrong (feat. ScHoolboy Q) – 4:13
7. Without You (feat. Rapsody) – 3:19
8. Parking Lot – 3:54
9. Lite Weight (feat. The Free Nationals United Fellowship Choir) – 3:26
10. Room in Here (feat. The Game and Sonyae Elise) – 3:59
11. Water Fall (Interluuube) – 1:58
12. Your Prime – 3:57
13. Come Down – 2:56
14. Silicon Valley – 4:04
15. Celebrate – 3:46
16. The Dreamer (feat. Talib Kweli and Timan Family Choir) – 5:39

## Classifiche

### Classifiche settimanali
| Classifica (2016)         | Posizione massima |
| ------------------------- | ----------------- |
| Belgio (Fiandre)          | 36                |
| Belgio (Vallonia)         | 153               |
| Canada                    | 88                |
| Francia                   | 32                |
| Nuova Zelanda             | 56                |
| Paesi Bassi               | 83                |
| Stati Uniti               | 79                |
| Stati Uniti (R&B/hip-hop) | 9                 |
| Svizzera                  | 33                |

### Classifiche di fine anno
| Classifica (2016) | Posizione |
| ----------------- | --------- |
| Paesi Bassi       | 91        |